# Roberto Fugazot
Roberto Fugazot, cuyo nombre completo era Santiago Roberto Fugazot  fue un cantor y actor que nació en Montevideo, Uruguay el 20 de junio de 1902 y falleció en Buenos Aires, Argentina el 8 de agosto de 1971.

## Carrera profesional
Desde su adolescencia fue actor aficionado y buen cantor y con el celebrado payador Juan Pedro López, de quien recibió buenos consejos sobre el canto, formó un rubro artístico que realizó giras por el interior de su país.
En febrero de 1924 Fugazot en dúo con Chiriff actuó en la emisora uruguaya Paradizábal y tres meses después en la radio El Día, esta vez junto a Ítalo Goyeche, con quien  debutó en el Teatro Nacional de Buenos Aires, ciudad donde se radicó.
Era muy buen guitarrista por lo que era buscado por los cantores para formar dúos. En Buenos Aires conoció a Agustín Irusta, con el cual en 1926 empieza a actuar en dúo. A ellos dos se unió luego Alfredo Gobbi bajo el rubro Los tres gauchos, que trabajó en el teatro Hipodrome donde la primera figura era Ada Falcón, pero más adelante se separó y continuaron con el dúo trabajando en el fin de fiesta en diversos teatros. El 6 de noviembre de 1926 en el Teatro Nuevo, Fugazot estrenó el tango Viejo ciego, con música de Sebastián Piana y letra de Cátulo Castillo y Homero Manzi, en la obra Patadas y serenatas en el barrio de las latas. 
En 1927 Irusta-Fugazot graban para RCA Víctor y, por otra parte, en el cuarto concurso de tangos auspiciado por Max Glücksmann tienen a su cargo cantar el estribillo del tema triunfante, Noche de reyes, de Pedro Maffia y Jorge Curi.

## Familia
Su hija María Rosa es una conocida actriz. Sus nietos también se destacan: Javier Caumont es cantante de boleros, y René Bertrand fue actor y director teatral.

## Filmografía
Actor
- Canuto Cañete y los 40 ladrones (1964)
- Canuto Cañete, conscripto del 7 (1963)
- Caballito criollo (1953)
- Los isleros (1951)
- La fuerza ciega (1950)
- La cigarra (1948) (España)
- Pampa bárbara (1945)
- Delirio (1944)
- Vidas marcadas (1942)
- La carga de los valientes (1940)
- El hijo del barrio (1940)
- Prisioneros de la tierra (1939)
- ...Y los sueños pasan (1939)
- Hermanos  (1939)
- Nace un amor (1938)
- Ya tiene comisario el pueblo (1936)
- Aves sin rumbo (1934) (España)
- Boliche (1933) (España)

Director de diálogo
- Aves sin rumbo  (1934) (España)

Compositor
- Boliche  (1933) (España)

Musicalización
- Suegra último modelo  (1953)

## Letras
- Dandy tango (1928)
- Dónde tango
- Mañanitas de Montmartre tango

## Compositor
- Barrio reo tango
- Milonga en rojo milonga